# Secretary (film)
Secretary (2002) is een film van Steven Shainberg met in de hoofdrollen Maggie Gyllenhaal en James Spader. De film werd in 2002 winnaar van het Sundance Film Festival met de Special Jury Prize voor originaliteit en werd in 2003 genomineerd voor een Golden Globe Award voor beste actrice (Maggie Gyllenhaal). De film werd gebaseerd op het korte verhaal Bad Behavior van Mary Gaitskil.

## Verhaal
Lee Holloway is een verlegen en heel onzeker jong meisje dat lijdt onder haar gezinssituatie. Haar moeder Joan (Lesley Ann Warren) is weinig begripvol en haar vader Burt (Stephen McHattie) is alcoholverslaafde die vaak gewelddadige uitvallen krijgt. Haar manier om hiermee om te gaan is automutilatie. Deels om een zekere zelfstandigheid te bekomen en deels om aan het armzalige gezinsleven thuis te ontsnappen, besluit ze een job te gaan zoeken als secretaresse. Ze wordt aangenomen door de excentrieke advocaat E. Edward Grey. Deze blijkt ook met een aantal problemen te kampen. Hij vertoont tekenen van dwangneurose, kan agressief uit de hoek komen en lijdt ten gevolge van zijn recente echtscheiding.
Edward blijkt een uiterst strenge baas te zijn die Lee niet ontziet om haar te berispen, te bekritiseren en zelfs te straffen wanneer ze fouten maakt in haar werk. Lee echter aanvaardt zijn gedrag: ze interpreteert het als een manier van hem om haar beter te maken in haar werk, wat ook het geval is. Edward probeert haar door zijn strenge optreden ook af te helpen van haar verlegenheid en onzekerheid. Wanneer op een dag op kantoor Lee even de stress niet meer te baas kan, besluit ze om zichzelf te snijden en wordt hierbij betrapt door Edward. Die confronteert haar met het probleem van automutilatie en verbiedt haar om het ooit nog te doen. Lee die voor het eerst in haar leven iemand heeft die haar probleem begrijpt en haar ook wil helpen weet niet wat zich overkomt. Ze is dolgelukkig, belooft oprecht het nooit meer te doen en wordt hopeloos verliefd op Edward, die ze nu meer als haar redder beschouwt dan haar baas.
Wanneer Lee typefouten blijft maken, kan Edward zijn woede moeilijk onderdrukken en onderwerpt hij zijn secretaresse aan een lijfelijke straf: hij geeft haar verschillende en vrij harde klappen op haar achterste. De pijn die Lee hierdoor ondervindt, windt haar eerder seksueel op dan dat ze het als een straf ervaart. Ze ontdekt dat het spectrum van pijn, dat ze al had verkend via automutilatie, op een 'gezondere' manier beleefd kan worden. Ook Edward kon zijn seksuele genoegen in dit voorval maar moeilijk verhullen. Hij heeft eindelijk een partner gevonden die kan en zelfs wil voldoen aan zijn seksuele verlangens. De twee beginnen al gauw een sadomasochistische relatie met Edward als de dominant en Lee als de onderdanige.
Er zijn een aantal obstakels te overbruggen maar de film eindigt met twee gelukkig gehuwde mensen die in hun seksleven een uitlaatklep hebben gevonden voor hun lijden en verdriet. Lee is nu een zelfverzekerde vrouw geworden en Edward een rustige man.

## Rolverdeling
- Maggie Gyllenhaal - Lee Holloway
- James Spader - Mr. E. Edward Grey
- Jeremy Davies - Peter
- Lesley Ann Warren - Joan Holloway
- Stephen McHattie - Burt Holloway
- Patrick Bauchau - Dr. Twardon
- Jessica Tuck - Tricia O'Connor
- Oz Perkins - Jonathan
- Mary Joy - Sylvia
- Amy Locane - Lee's zus
- Michael Mantell - Stewart
- Julene Renee - Jessica

## Prijs
- Secretary won de Special Jury prize op het Sundance Film Festival van 2002.